# Варшавська православна духовна семінарія
Варша́вська правосла́вна духо́вна семіна́рія (пол. Prawosławne Seminarium Duchowne w Warszawie) — семінарія, що готує кадри священнослужителів для Польської православної церкви. Розташована в Варшаві.

## Історія
З 1914 по 1940 рік в Польщі діяли дві духовні семінарії — Кременецька і Віленська духовна семінарія, а також діяли Православний богословський факультет Варшавського університету і Православний богословський ліцей у Варшаві. Під час Другої світової війни працювали тільки духовна семінарія у Варшаві і Хелмі (Холмі) (1942-1944).
Після війни митрополит Діонісій Валединський клопотав перед різними відомствами, главою уряду, дозволити діяльність богословських шкіл, але позитивних рішень не було. Була спроба митрополита Діонісія організувати приватний факультет православного богослів'я при митрополичому соборі у Варшаві, однак, у зв'язку з арештом 25 лютого 1948 року і подальшим інтернуванням митрополита, проект не здійснився. Архієпископу Білостоцькому і Бєльському Тимофію (Шрьоттеру), що тимчасово очолив Польську церкву, вдалося домогтися відкриття 20 березня 1951 року Православного богословського ліцею в Варшаві.
1 вересня 1951 новообраний митрополит Варшавський і всієї Польщі Макарій Оксіюк трансформував ліцей в духовну семінарію, збільшивши термін навчання з 3 до 4 років. У 1954 році був здійснений перший випуск семінарії. В кінці 1960-х років при духовній семінарії почав діяти філіал загальноосвітнього ліцею, щоб випускники семінарії (недержавного навчального закладу) могли також отримати атестат про повну загальну середню освіту; при цьому термін навчання був збільшений до 6 років. Пізніше 5-й і 6-й класи були переведені до Яблочинського чоловічого монастиря для створення там в 1975 році Вищої православної духовної семінарії.
У 1991 році Міністерство національної освіти ухвалило рішення про закриття філії ліцею при духовній семінарії у Варшаві. У зв'язку з цим семінарія з середнього була перетворена до вищого навчального закладу і з вересня 1992 року почала прийом тільки абітурієнтів, що мають атестат про повну загальну середню освіту. У тому ж році Вища духовна семінарія в Яблочинському монастирі була скасована. У травні 1998 року Варшавська семінарія отримала право присвоювати звання ліценціата православного богослів'я.
Термін навчання в семінарії становить 3 роки. У будівлі семінарії влаштована домашня церква на честь Введення в храм Пресвятої Богородиці.

## Ректори
- Олександр Калинович (1951)
- протоієрей Серафим Железняковіч (1951—1970)
- протоієрей В'ячеслав Рафальський (1970—1974)
- Ростислав Козловський (1974—1977)
- Іоанн Сезонов (1977—1987)
- протоієрей Георгій Тофілюк (з 1987)